# L'Âge difficile
L'Âge difficile (The Awkward Age) est un roman américain de l'écrivain Henry James, publié en 1899.

## Historique
De 1898 à 1899, L'Âge difficile paraît d'abord en feuilleton, aux États-Unis, dans le Harper's Weekly, avant d'être publié en volume à Londres, chez Heinemann, en avril 1899. L'édition américaine en volume paraît le mois suivant.

## Personnages principaux
- Nanda Brookenham
- Mrs. Edward Brookenham
- Mr. Edward Brookenham
- Harold Brookenham
- Vanderbank
- Mr. Longdon

## Résumé
Les Brookenham invitent fréquemment des gens de la bonne société en vue de « placer » leur fils Harold et, surtout, de trouver un mari à Nanda, leur fille de dix-huit ans.  La jeune Nanda fait ainsi son entrée dans le monde grâce au salon de sa propre mère. Or, cette dernière, intrigante aussi séduisante qu'égoïste, cherche avant tout à s'assurer pour elle-même une meilleure position sociale. En outre, Nanda rate lamentablement l'examen pour avoir eu en sa possession un livre interdit, objet d'un scandale qui alimente bientôt les ragots. À cet âge difficile où elle n'est plus tout à fait une enfant, sans être encore une adulte, la jeune fille doit louvoyer afin de déjouer les pièges et les embuscades que lui réservent sa mère et la société bien-pensante.

## Particularités du roman
- Le roman est presque entièrement composé de dialogues.

- Le thème central de l'oppression parentale sur un enfant permet de rapprocher L'Âge difficile de Ce que savait Maisie, le précédent roman de Henry James. Toutefois, alors que Maisie n'est qu'une petite fille, Nanda est âgée de dix-huit ans.

## Éditions
Éditions originales en anglais
- (en) Henry James, The Awkward Age, Londres, Heinemann, avril 1899 — Édition britannique
- (en) Henry James, The Awkward Age, New York, Harper Brothers Publishers, mai 1899 — Édition américaine

Éditions françaises
- (fr) Henry James (auteur) et Michel Sager (traducteur), L'Âge difficile [« The Awkward Age »], Paris, Éditions Denoël, 1956, 376 p. (BNF 32278104)
- (fr) Henry James (auteur) et Michel Sager (traducteur) (trad. de l'anglais), L'Âge difficile [« The Awkward Age »], Paris, Librairie générale française, coll. « Le Livre de poche no 4787 », 1976, 538 p. (ISBN 2-253-01373-0, BNF 34583210)
- (fr) Henry James (auteur) et Michel Sager (traducteur) (trad. de l'anglais), L'Âge difficile [« The Awkward Age »], Paris, Christian Bourgois éditeur, coll. « 10/18 no 3004 », 1998, 443 p. (ISBN 2-264-02454-2, BNF 36997272)
- (fr) Henry James (auteur) et Michel Sager (traducteur) (trad. de l'anglais), L'Âge difficile [« The Awkward Age »], Paris, Éditions Denoël, coll. « Empreinte », 2015, 571 p. (ISBN 978-2-207-12385-0, BNF 44284015)

## Sources
- (en) Edward Wagenknecht. The Novels of Henry James, New York: Frederick Ungar Publishing Co., 1983  (ISBN 0-8044-2959-6)
- (en) Robert Gale. A Henry James Encyclopedia, New York: Greenwood Press, 1989  (ISBN 0-313-25846-5)